# Anthony Aveni
Anthony Francis Aveni (nacido en 1938) es un antropólogo y astrónomo estadounidense que ha destacado en la academia y como autor en el tema de la arqueoastronomía.
Es reconocido por sus contribuciones y por la influencia que ha ejercido en el desarrollo de la astronomía histórica y de sus interpretaciones arqueológicas particularmente por lo que se refiere a la cultura maya precolombina pero también de otras civilizaciones mesoamericanas.
Es uno de los fundadores de la disciplina investigadora de la denominada arqueoastronomía. Desde al año de 2009 Aveni ejerce la cátedra de Astronomía, Antropología y Estudios Nativos Americanos en la Universidad de Colgate de Nueva York. Vive con su esposa en Hamilton, Nueva York.
Entre los libros que ha publicado se encuentran:
- Foundations of New World Cultural Astronomy Scholastic, 2005.
- The First Americans: Where They Came From and Who They Became Scholastic, 2005.
- The Madrid Codex: New Approaches to Understanding an Ancient Maya Manuscript (2006)